# Оран
Оран (араб. وهران, Wahrān) — головне місто на північному заході Алжиру, є друге за розміром місто в країні, розташоване на узбережжі Середземного моря. Берберське слово Uhran означає «леви». Місто Оран є центром вілая (провінції) Оран. Важливий порт, а з 1960 року — комерційний, промисловий та освітній центр в Західному Алжирі.

## Географія

### Клімат
Місто розташовується у зоні тропічних напівпустель. Найтепліший місяць — серпень із середньою температурою 25.6 °C (78 °F). Найхолодніший місяць — січень, із середньою температурою 10.6 °С (51 °F).
| Клімат Орана            | Клімат Орана | Клімат Орана | Клімат Орана | Клімат Орана | Клімат Орана | Клімат Орана | Клімат Орана | Клімат Орана | Клімат Орана | Клімат Орана | Клімат Орана | Клімат Орана | Клімат Орана |
| Показник                | Січ.         | Лют.         | Бер.         | Квіт.        | Трав.        | Черв.        | Лип.         | Серп.        | Вер.         | Жовт.        | Лист.        | Груд.        | Рік          |
| Абсолютний максимум, °C | 25           | 30           | 30           | 32           | 32           | 37           | 42           | 42           | 40           | 35           | 32           | 30           | 42           |
| Середній максимум, °C   | 15           | 16           | 18           | 20           | 22           | 26           | 29           | 30           | 28           | 23           | 20           | 16           | 22           |
| Середня температура, °C | 10           | 12           | 13           | 15           | 18           | 21           | 24           | 25           | 23           | 18           | 15           | 12           | 17           |
| Середній мінімум, °C    | 5            | 7            | 8            | 10           | 13           | 17           | 19           | 20           | 17           | 13           | 9            | 7            | 12           |
| Абсолютний мінімум, °C  | −2           | 0            | 0            | 2            | 3            | 8            | 12           | 8            | 8            | 2            | −1           | −1           | −2           |
| Норма опадів, мм        | 60           | 50           | 50           | 30           | 20           | 0            | 0            | 0            | 10           | 30           | 60           | 70           | 420          |
| ----------------------- | ------------ | ------------ | ------------ | ------------ | ------------ | ------------ | ------------ | ------------ | ------------ | ------------ | ------------ | ------------ | ------------ |
| Джерело: Weatherbase    |              |              |              |              |              |              |              |              |              |              |              |              |              |

## Історія
Місто, що належало заянідському султанату Тлемсен, було захоплене Іспанською імперією в 1509 році. 
Влітку 1556 року армія Османської імперії в ході Османо-габсбурзьких воєн взяла в облогу місто, однак, вже в серпні 1556 року облога була знята, у зв'язку з тим, що Османський флот з 40 галер був відкликаний на службу в Східному Середземномор'ї.
Оран залишався під контролем Іспанської імперії до 1708 р., коли він був захоплений османським деєм Алжиру, який скористався війною за спадщину Іспанії. Місто було знову відвойоване іспанцями в 1732 році.
Після землетрусу 1790 року, іспанці продали місто бею Алжира і полишили Оран 1792 року.

## Транспорт
- Трамвай в Орані
- Порт Оран

## Відомі особистості
У місті народився:
- Луї-Алексис Бернтрен (1852—1918) — французький, турецький, іспанський дипломат, письменник
- Оран Демазі (1904—1991) — французька акторка театру і кіно
- Ніколь Гарсія (*1946) — французька акторка, кінорежисерка та сценаристка
- Салім Ільєс (* 1975) — алжирський плавець.

## Цікаві факти
- В Орані відбувається дія роману нобелівського лауреата Альбера Камю «Чума».
- В Орані 1 серпня 1936 народився Ів Сен-Лоран, французький кутюр'є.
- Велика синагога в Орані була ліквідована 1975 року.